# 安贞桥
39°58′08″N 116°24′25″E / 39.9688472°N 116.4069522°E

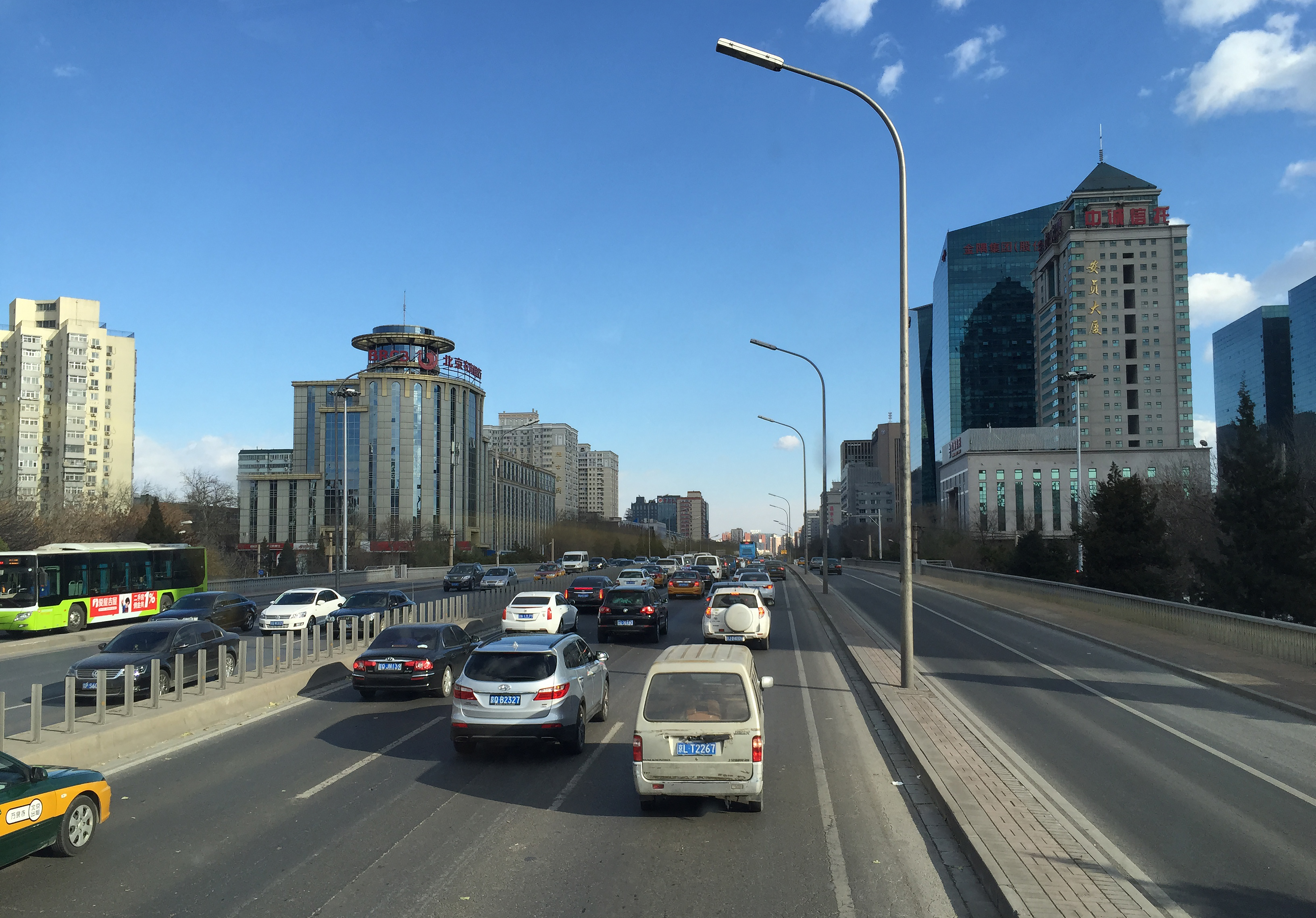
安贞桥（西向东）

安贞桥位于北京市朝阳区，是北京三环路的一座立交桥。桥梁总面积3113平方米。
该桥由北京市市市政设计院设计，北京市第二市政工程公司施工，于1984年11月开工，1985年6月完工通车。
详细的相交道路为：北三环中路－北三环东路（东西向）和安定门外大街－安定路（南北向）。安贞桥为苜蓿型互通立交桥，三环高架位于上层，安定门外大街位于下层，以4条匝道相接。